# یواس‌اس ماسکاتین (آی‌دی-۲۲۲۶)
یواس‌اس ماسکاتین (آی‌دی-۲۲۲۶) (به انگلیسی: USS Muscatine (ID-2226)) یک زیردریایی بود که طول آن 392' 6" بود.